# سفارة المملكة المتحدة في أوكرانيا
سفارة المملكة المتحدة في أوكرانيا هي أرفع تمثيل دبلوماسي لدولة المملكة المتحدة لدى أوكرانيا. تقع السفارة في كييف وهي تهدف لتعزيز المصالح البريطانية في أوكرانيا.

## وصلات خارجية
- الموقع الرسمي
- قائمة سفارات المملكة المتحدة
- قائمة السفارات في أوكرانيا